# Chamaecrista pedicellaris
Chamaecrista pedicellaris là một loài thực vật có hoa trong họ Đậu. Loài này được (DC.) Britton miêu tả khoa học đầu tiên.